# Liste mit Fachausdrücken zu Porzellan
Die Liste enthält Fachausdrücke zu Porzellan.
| Begriff              | seit | Erklärung |
| -------------------- | ---- | --- |
| Scherben             |      | Bezeichnung für fertig gebranntes Porzellan |
| lederhart            |      | Konsistenz des aus der Press- oder Gießform entnommenen, (aber noch nicht gebrannten) Porzellanteils. Es lässt sich in dieser Fertigungsstufe nicht mehr zerstörungsfrei verformen. |
| Schlicker            |      | mit Wasser angerührte Porzellanmasse zur Herstellung von Gießporzellanteilen in Gipsformen                                                                                          |
| Biskuit              |      | (italienisch biscotto) unglasiertes mattes Porzellan, zweimal gebrannt |
| Fahne                |      | die umlaufende Randzone des Tellers, die vom Spiegel durch eine Kehle oder den Steigbord getrennt ist                                                                               |
| Spiegel              |      | die vertiefte Mitte eines Tellers |
| Konisch              |      | gebogener Bereich, der konkav oder konvex sein kann |
| Fond                 |      | farbiger Grundton als Hintergrund |
| Kartusche            |      | (französisch cartouche ‚Einfassung‘), eine schildartige Fläche mit reichem Rahmenschmuck                                                                                            |
| Reserve              |      | aus dem farbigen Fond ausgesparte Fläche meist mit Dekor umgeben für Veduten, Porträts, Blumen usw.                                                                                 |
| Glasur               |      | der glänzende durchsichtige Überzug des Porzellans |
| Aufglasur            |      | Malerei auf der Glasur mit Aufglasur-Farben, die einen weiteren Brand erfordert (Muffelbrand)                                                                                       |
| Muffelfarben         |      | auch Aufglasur-Farben genannt, sie werden auf das glasierte Porzellan aufgetragen                                                                                                   |
| Unterglasur          |      | Malerei mit Unterglasur-Farben, die vor dem ersten Brand aufgetragen werden; es gibt nur wenige geeignete Farben                                                                    |
| Muffelbrand          |      | bei circa 860 °C in einem abgetrennten Raum im Brennofen (Muffel), der die einzelnen Stücke vor Rauch und Flammen schützt                                                           |
| Staffage             |      | (französisch) auch Staffierung, Bezeichnung für farbige Bemalung, bei Veduten für hinzugefügte Personen und Tiere                                                                   |
| Camaieu              |      | Malerei mit Abstufungen einer einzigen Farbe |
| Grisaille            |      | auch Schwarzlotmalerei genannt, Malerei mit nur grauen Abstufungen |
| Akanthus             |      | Ornament aus stilisierten Blättern der Akanthus-Pflanze (Bärenklau) |
| Laub- und Bandelwerk | 1770 | Ornamentform des Barock, die in allen folgenden Stil-Epochen verwendet wird |
| Ozier                | 1761 | (französisch osier ‚Weidengeflecht‘), Relief aus Korbgeflecht, 12-fach unterteilt von geraden Stäben                                                                                |
| Neuozier             | 1775 | Relief aus Korbgeflecht mit gewundenen Rippen |
| Palmetten            |      | stilisiertes Ornament aus Palmblättern |
| Rocaille             | 1730 | (französisch rocaille ‚Muschelwerk‘), C-förmige Ornamente mit gestreiften Muschelrändern, charakteristisch für das Rokoko                                                           |
| Bleu mourant         | 1784 | (französisch sterbendes Blau) Farbton, der auf Wunsch von König Friedrich II. entwickelt wurde                                                                                      |
| Seladon              |      | heller grau-grüner Farbton |
| Vermicelli-Fond      | 1770 | (französisch vermiculaire ‚wurmartig‘; italienisch vermicello ‚Würmchen‘), Fläche mit feiner wurmartiger Struktur                                                                   |
| Chinoiserie          |      | ostasiatisches Dekor oder Szene und im Stil europäischer Künstler |
| Watteaumalerei       |      | Malerei im Stil von Gemälden des Malers Antoine Watteau |
| Weichmalerei         | 1900 | Handels-Bezeichnung für Blumenmalerei im Jugendstil. Vermeidung von grellen Farben.                                                                                                 |
| Glatt                |      | glatte Form ohne Reliefdekor |
| Antikglatt           | 1790 | schlichte Tellerform |
| Englischglatt        | 1776 | Teller mit 6-fach eingezogenem Rand |
| Königsglatt          | 1770 | Teller mit Kettenrand und reliefierten Blüten |
| Neuglatt             | 1769 | Teller mit 12-fach eingezogener Rand, reliefiertes Oramentband aus Zacken und kleinen Rocaille-Bögen                                                                                |
| Zierat               |      | reliefierter Dekor |
| Antikzierat          | 1767 | Fahne 6-fach unterteilt mit Relief aus Rocaillen, 3 Felder mit reliefierten Blattzweigen                                                                                            |
| Neuzierat            | 1763 | Reliefdekoration aus Rocaillen und Blattzweigen |
| Reliefzierat         |      | 6-fach eingezogenem Rand, reliefierte Rocaillen aus kleinen Zwickelfeldern mit reliefierten Blumenstäben                                                                            |
| Solitaire            |      | Frühstücksservice für eine Person |
| Tête-à-tête          |      | Frühstücksservice für zwei Personen, auch Dejeuner genannt |